# 季爾利夫卡
48°27′16″N 29°52′14″E / 48.45444°N 29.87056°E
季爾利夫卡（烏克蘭語：Тирлівка），是烏克蘭的村落，位於該國西南部文尼察州，由海辛區負責管轄，始建於1810年，面積12.5平方公里，海拔高度169米，2001年人口622，人口密度每平方公里49.76人。